# Lordegan (Verwaltungsbezirk)
Lordegan (persisch شهرستان لردگان) ist ein Schahrestan in der Provinz Tschahār Mahāl und Bachtiyāri im Iran. Er liegt südlich der Landeshauptstadt Teheran, im Süden der Provinz. Die Hauptstadt des Kreises ist Lordegan. Die meisten Einwohner gehören den Bachtiaren an. Die Menschen sprechen hauptsächlich die lurische Sprache mit Bachtiari-Dialekt. 

## Demografie
Bei der Volkszählung 2016 betrug die Einwohnerzahl des Kreises 209.681. Die Alphabetisierung lag bei 78,4 Prozent der Bevölkerung. Knapp 73 Prozent der Bevölkerung lebten in urbanen Regionen.
| Zensusjahr | Einwohnerzahl |
| ---------- | ------------- |
| 2011       | 194.783       |
| 2016       | 209.681       |